# Ursus minimus
Ursus minimus és una espècie extinta de mamífer carnívor de la família dels ossos (Ursidae) que visqué a Europa i l'Àsia occidental durant el Pliocè. Se n'han trobat restes fòssils a França, Geòrgia, Hongria, Itàlia, Moldàvia, Romania, Rússia i Ucraïna. Es troba a l'origen del llinatge evolutiu que conduiria a l'os bru (U. arctos) i l'os del Tibet (U. thibetanus). Es creu que evolucionà a partir d'una espècie asiàtica d'Ursavus i que passà a Europa aprofitant l'expansió dels boscos perennifolis de frondoses durant el Pliocè inferior.